# Kliment Timiriaziew
Kliment Timiriaziew, född 1843, död 1920, var en rysk botaniker och växtfysiolog. Han upptäckte vikten av klorofyll. Han var en förespråkare av evolutionsteorin i Ryssland. Han var professor vid Moskvauniversitetet. Han var medlem av Royal Society i London.
Asteroiden 6082 Timiryazev och nedslagskratern Timiryazev på månen, är båda uppkallade efter honom.